# Наришкински барок
Наришкинският барок или Наришкински стил (на руски: Нарышкинское барокко или Нарышкинский стиль) е стилистично направление в руската архитектура от края на XVII век – началото на XVIII век, което се различава от типичните постройки на този стил с редица свои характерни особености. Някои учени го считат за частен случай на Московският барок, а други го отъждествяват с него.
Терминът „барок“ в името на стила се използва условно, тъй като бароковият стил, внесен от Западна Европа, се появява в Русия всъщност малко по-късно, при Петър Велики. Първите, доста скромни по дизайн, сгради от този стил в Русия са известни като Петровски барок. В същото време Петровският барок за известно време съжителства с Наришкинския стил, с който е невъзможно да се обърка (типичен пример за Петровският барок е катедралата „Св. Св. Петър и Павел“ в Санкт Петербург; типичният пример за Наришинския барок е църквата „Покров на Пресветата Богородица във Фили“ в Москва.
Наришкинският барок е тясно свързан с влиятелния благороднически род – Наришкин, от който произлиза майката на Петър Велики – царица Наталия Наришкина (но не само рода Наришкин са възложители на строежи в този стил). Приблизителният период на творене в този стил е: 1685–1715 г..
Всъщност, стилът Наришкински барок отразява желанието да се променят традициите на руската архитектура, без да се прибягва до пълно заемане от Запада, чрез създаване на нов, оригинален стил, използвайки само отделни, преработени западни характеристики.
Основните постройки на Наришкинския стил са съсредоточени в Москва и околностите ѝ и са сред най-значимите явления в руската архитектура като цяло.

## Спор относно термина
Погрешност в наименованието на стила отбелязва, например,  руският историк на изкуството Борис Робертович Випер, който отнася наришкинската архитектура не към барока, а към западноевропейския маниеризъм. Руската искуствоведка Ирина Леонидовна Бусева-Давидова, предлага понятието „наришкински стил“ вместо „наришкински барок“. Това е условно наименование на стила на руската архитектура от последните десетилетия на XVII и първите години на XVIII век, чиито основни характеристики са широкото използване на елементи от архитектурния ордер, „руското шарене“ като декор от червени тухли и бял камък, понякога с включване на глазирани плочки, използването на центрични композиции в храмовата архитектура.
Архитектурното направление дължи наименованието си на младия болярски род Наришкин, привърженици на преобразуванията на руската архитектура по европейски образец на цар Петър I, в чиито московски и подмосковски имения били построени църкви с елементи на маниеристичната архитектура. В същото време архитектурата „наришкинската“ архитектура е широко разпространено явление, което е от значение за много строители, не само за рода Наришкин.
Основното значение на наришинския стил е, че именно той става свързващата нишка между архитектурата на старата патриархална Москва и новия стил (Петровски барок) на Санкт Петербург от края на XVII век, изграден в западноевропейския дух.

## Название
Названието „наришкински“ се прикрепя към архитектурния стил след внимателното изучаване през 1920-те години на Църквата „Покров на Пресветата Богородица във Фили“ в Москва, чийто строеж между 1691 и 1694 г. е възложен от Лев Кирилович Наришкин (брат на царица Наталия Наришкина) в село Фили (днес квартал на Москва). Оттогава архитектурата, създадена от рода Наришкин, понякога се нарича „наришкинска архитектура“, а също така, отчитайки основния район на нейното разпространение – „московски барок“. Въпреки това възниква известна трудност при сравняването на това архитектурно направление със западноевропейските стилове, което се дължи на факта, че наришкинският стил съответства като период на ранния Ренесанс, но неговите форми се различават от западноевропейските характеристики на ренесанс, съдържайки признаци както на барока, така и на ренесанса и маниеризма. Заради това, за предпочитане е, вместо „Наришкински барок“ да се използва термина „Наришкински стил“, който има дълга традиция на употреба в научната литература.

## Предпоставки за възникване
През XVII век в руското изкуство и култура се появява ново явление – тяхната секуларизация, изразена в разпространението на светски научни знания, отстъплението от религиозните канони, в частност, в архитектурата. Приблизително от втората третина на XVII век. започва формирането и развитието на нова, светска, култура.
В архитектурата секуларизацията се изразява преди всичко в постепенното оттегляне от средновековната простота и строгост, в стремежа към външна живописност и елегантност. Все по-често възложители на църковно строителство стават търговци и местни църковни общности. Това изиграло важна роля за характера на издигнатите сгради. Издигнати са редица нови богато украсени църкви, които обаче не намират подкрепа в средите на църковните йерарси, които се противопоставят на секуларизацията на църковната архитектура и проникването светски начала в нея.

Въпреки това влиянието на светската култура върху руската архитектура продължава да нараства и в нея проникват от части някои западноевропейски елементи. След сключването на Вечния мир между Руското царство и Жечпосполита през 1686 г. това явление става все по-разпространено: установените контакти допринасят за широкомащабното проникване на полската култура в страната. Комбинацията от характеристики на различни стилове и култури, както и известно „преосмисляне“ на тях от руски майстори, определят специфичния характер на нововъзникващото архитектурно направление – Наришкинския стил.

## Особености
Сградите в „Наришкински стил“ се характеризират със смесица от противоречиви тенденции и течения, вътрешно напрежение, разнородност на структурата и декорацията. В тях присъстват черти на европейския барок и маниеризъм, отзвуци от готика, ренесанс, романтизъм, слети с традициите на руската дървена архитектура и древната руска каменна архитектура. Характерен е двойният мащаб – единият гигантски, вертикално насочен, а другият – миниатюрно-детайлен. Тази функция е въплътена в много архитектурни проекти в Москва през първата половина на XVIII век. Много традиции на наришкинския стил могат да бъдат намерени в проектите на Иван Петрович Зарудни (църквата „Архангел Гавраил“ в Москва), Василий Иванович Баженов и Матвей Фьодорович Казаков.
Пластичността, характерна за европейския барок, динамиката на прехода на стълбите от външното пространство към вътрешното пространство, в наришкиния стил не е толкова ясно изразена. Неговите стълбища по-скоро са нисходящи, отколкото възходящи, изолирайки вътрешното пространство на сградите от външното им пространство. По-скоро в тях личат чертите на традиционната руската народна дървена архитектура.

Най-добрите примери за Наришкинския стил са центричните пирамидообразни и паралелепипедообразни църкви, с елементи от ордера, заимствани от западноевропейската архитектура, които маркират тенденцията на преход от средновековна безордерна към последователна ордерна архитектура. Наришинският стил също се характеризира с двуцветна комбинация от червена тухла и бял камък, използването на полихромни плочки, позлатени дървени резби в интериора, които следват традициите на „руското шарене“ и „тревния орнамент“. Комбинацията от червени тухлени стени, завършени с бял камък или гипс, е характерна за сградите в Холандия, Англия и Северна Германия.
- Примерни творби в Наришкинскки стил
- През 1684-1688 г. в подмосковското село Петровское-Дурнево е построена църквата „Успение Богородично“ с 12-венчелистчевиден план под формата на голготски кръст, която става прототип на много по-късни сгради на Наришкинския стил. Автор на проекта е княз Василий Василиевич Голицин. Църквата е посещавана многократно от цар Иван Алексеевич, съпругата му царица Прасковя Салтикова и сестра му София Алексеевна.
- Църквата на „цар Йоасаф“ в царското имение „Измайлово“ (Москва), построенная през 1678 г. и преустроена през 1685-1687 г. по възложение на София Алексеевна (дъщеря на цар Алексей Руски), под ръководството на нейния фаворит – държавника Василий Василиевич Голицин.
- Църквата „Живоначална Троица“ в Москва (1698–1703 г.), построена по възложение на болярина Мартемян Кирилович Наришкин – чичо на цар Петър I.
- Храм на Спасителя (1694–1697 г.) в село Убор, Московска област, построен с 12-венчелистчевиден план под формата на голготски кръст в имението на благородника Пьотр Борисович Шереметев – женен във втори брак за овдовялата Анна Наришкина
- Храм на Спасителя (1694–1697 г.) в село Убор
- Църква на иконата на Божията майка „Знамението“ в двора на Шереметево – построена в края на 1680-те г. като личен храм в имението на болярина Лев Кирилович Наришкин, по-късно владяно от граф Николай Петрович Шереметев.
- Църквата „Борис и Глеб“ в Москва (1688–1704 г.)
- Оразмерителен чертеж на църквата „Успение Богородично“ на ул. Покровка в Москва преди разрушаването му (1936 г.)
- Църква „Св. Йоан Войнът“ в район Якиманка (Москва), построена между 1706 и 1713 г., намеква за прехода от Наришинския барок към Петровския барок
- „Храм на Апостолите Петър и Павел“ в село Петровско-Разумовско (днес квартал на Москва), построен между 1691 и 1694 г. от Анна Наришкина, баба на Петър I
- „Църква на Смоленската икона на Божията майка“ в село Сафарино (Московска област), построена между 1690 и 1698 г. в имението на Фьодор (Александър) Салтиков, баща на царица Прасковя Салтикова (съпруга на цар Иван Алексиевич)
- „Църква на Смоленската икона на Божията майка“ в село Сафарино

## Виж също
- Петровски барок